# Cyne
Cyne es un género de arbustos con 6 especies pertenecientes a la familia Loranthaceae. Es originario de Asia tropical. 

## Taxonomía
El género fue descrito por Benedictus Hubertus Danser y publicado en Bulletin du Jardin Botanique de Buitenzorg  III, 10: 291 - 306 en el año 1929.   La especie tipo es Cyne banahaensis Danser.

## Especies aceptadas
A continuación se brinda un listado de las especies del género Cyne aceptadas hasta noviembre de 2014, ordenadas alfabéticamente. Para cada una se indica el nombre binomial seguido del autor, abreviado según las convenciones y usos. 
- Cyne baetorta Barlow
- Cyne banahaensis 	Danser
- Cyne monotrias 	Barlow
- Cyne papuana 	(Danser) Barlow
- Cyne perfoliata 	(Danser) Barlow
- Cyne quadriangula 	Danser